# الخصاصة
الخصاصة ويقال لهم أيضا خصاصة: حي من الأزد، كان لهم مملكة صغيرة شمال مأرب في جهة نجران في القرن الثالث الميلادي.ومنهم الملك الشاب امرؤ القيس بن عوف بن الخصاصة (230 - 255م)، المعاصر للملك مالك بن بد الكندي،وكان الملك امرؤ القيس بن عوف حليفًا لمالك الكندي ملك كندة ومذحج في حرب يشرح بن يحضب الثاني البكيلي، وقد أُسر الغلام امرؤ القيس بن عوف ملك أسرة الخصاصة ووضع في السجن.
ويعتقد أن ملك الأزد انتقل من امرئ القيس إلى الحارث بن كعب في النصف الثاني من القرن الثالث الميلادي، وأول ذكر للحارث ملك الأزد جاء في النقش (Ja 2110) زمن الملك يشرح بن يحضب الثاني، كما كان الحارث معاصراً للملك شمر يهرعش، وجاء في النقش (Ja 660) خبر حرب بين الحارث بن كعب ملك الأزد والملك شمر يهرعش أواخر القرن الثالث الميلادي.وفي أوائل القرن الرابع الميلادي واصل شمر يهرعش حرب الأزد لإخضاعهم، وقد وثق النقش رقم (Sh 31) غزوة من جيش شمر يهرعش على ملك الأزد مالك بن كعب.

## النسب
- خصاصة وهو الآءه بن عمرو بن كعب بن الحارث الغطريف بن عبد اللّه بن بكر بن يشكر بن مبشر بن صعب بن دهمان بن نصر بن زهران.[9][10]
- ومنهم: كبشة - ويقال ماوية - الخصاصية وهي بنت خصاصة بن عمرو بن كعب بن الحارث الغطريف:[11][12]وهي زوجة سدوس بن شيبان بن ذهل بن ثعلبة بن عكابة بن صعب بن علي بن بكر بن وائل بن قاسط بن هنب بن أفصى بن دعمي بن جديلة بن أسد بن ربيعة بن نزار بن معد بن عدنان. وينسب إليها بنوها ضباري وثعلبة ابني سدوس فيقال لهم ابناء الخصاصية.[13][14]

## نقش ملك خصاصة
في القرن الثالث الميلادي، روى النص رقم (Ja 576) من عهد إيلشرح يخضب الثاني البكيلي وأخيه يأزل بين ملكي سبأ وذو ريدان خبر حرب شنتها قوات هذين الملكين ضد ملك كندة مالك بن بد الكندي لمؤازرته لامرئ القيس بن عوف ملك خصاصة، وهي مملكة صغيرة في شمال نجران، ويقال في الجبال الغربية من بيشة، وأسرت هذه القوات قادة كندة واحتجزتهم في مأرب حتى سلموا الغلام امرأ القيس لملكي سبأ وذوريدان وتركوا أبناءهم رهائن لديهما، وأدوا الجزية والفدية من الخيول والإبل والمتاجر. وربما قامت خصاصة هذه حليفة كندة قريبة من منازلها في شمال نجران.
وذكر ياقوت الحموي أن خصاصة بناحية نجران من بلاد الحارث بن كعب، وقال:«خصاصة: بليد في ديار بني زبيد وبني الحارث بن كعب بين الحجاز وتهامة. فتح في أيام أبي بكر الصدّيق رضي الله عنه سنة 12 للهجرة على يدي عكرمة بن أبي جهل».كما ذكر في النقش (Jabal Riyām 2006-17) أرض خصاصة في القرن الثالث الميلادي، ولم يحدد موقعها، إلا أن السياق يشير إلى أنها قرب كندة، ومنها ظهر القائد الحارث بن كعب ملك الأزد في النصف الثاني من القرن الثالث الميلادي.